# 解子元
解子元，元朝江西等处行中书省吉水州（今江西吉安市吉水县）人。
解子元在元朝的安福州担任判官。起兵保乡里，红巾军兵乱时，与同乡罗启南、姜天佑全都战死。其子解开，明太祖朱元璋曾召见谈论元朝故事。想要加官授职，解开辞去不任。解开之子解纶、解缙。